# Octodon pacificus
Octodon pacificus е вид бозайник от семейство Лъжливи плъхове (Octodontidae). Видът е критично застрашен от изчезване.

## Разпространение
Разпространен е в Чили.